# Vehilius vetus
Vehilius vetus is een vlinder uit de familie van de dikkopjes (Hesperiidae). De wetenschappelijke naam van de soort is voor het eerst geldig gepubliceerd in 1969 door Mielke. Dit taxon wordt wel beschouwd als een ondersoort van Cantha celeus (Mabille, 1891).